# Josef Hamberger (Politiker, 1884)
Josef Hamberger (* 2. Februar 1884 in Kronstorf, Oberösterreich; † 27. Oktober 1962 in Mattighofen, Oberösterreich) war ein österreichischer Arbeiter, Gewerkschafter und Politiker.

## Leben
Hamberger erlernte das Wagnerhandwerk und trat bald danach dem Katholischen Gesellenverein bei. Um sich fortzubilden, ging er in Österreich, Deutschland und der Schweiz auf Wanderschaft. 1912 fand er Arbeit als Holzfacharbeiter bei den Steyrer Waffenwerken, trat ein Jahr später der Christlichen Gewerkschaft bei und wurde in der Folge deren Hauptvertrauensmann. 1918 wurde Hamberger für die Christlichsoziale Partei Mitglied der Provisorischen Landesversammlung. Weiterhin aktiv tätig war er im christlichen Gewerkschaftswesen, wurde Sekretär der Christlichen Gewerkschaft in Wels und anschließend Landessekretär in Salzburg. Ab 1925 führte er bis zu deren Auflösung das Gewerkschaftssekretariat in Steyr. Danach wurde er bei der Krankenkasse Volksschutz angestellt und besorgte nebenbei die Angelegenheiten der Christlichen Gewerkschaft und der christlichen Arbeitervereine weiter. Hamberger heiratete 1922 und hatte eine Tochter.
Von 1938 bis 1945 wurde Hamberger als Kontrollor der Gebietskrankenkasse beschäftigt, wobei er immer wieder versetzt wurde und durch die vielen Übersiedlungen großen finanziellen Schaden erlitt. Erst 1945 wurde er in den Beamtenstand der Gebietskrankenkasse Oberösterreich aufgenommen. Nach Kriegsende war er für die ÖVP tätig und baute vor allem im Gebiet von Mattighofen deren Arbeitnehmerflügel auf. Zwischen 1945 und 1955 wurde er neuerlich Landtagsabgeordneter für die ÖVP.